# Divina
Divina – wieś (obec) na Słowacji położona w kraju żylińskim, w okręgu Żylina. Pierwsze wzmianki o miejscowości pochodzą z roku 1325.
Według danych z dnia 31 grudnia 2010, wieś zamieszkiwało 2472 osób, w tym 1223 kobiet i 1249 mężczyzn.
W 2001 roku rozkład populacji względem narodowości i przynależności etnicznej wyglądał następująco:
- Słowacy – 97,98%
- Czesi – 0,47%